# Jack Aeby
Jack W. Aeby (16 de agosto de 1923 – 19 de junho de 2015) foi um engenheiro mecânico estadunidense. É mais conhecido por ter feito a única fotografia colorida com boa exposição da primeira detonação de uma bomba nuclear, em 16 de julho de 1945, no local da Experiência Trinity no Novo México.